# Voodoo (album d'Alexz Johnson)
Pour les articles homonymes, voir Voodoo.
Singles
1. Trip Around the World
Sortie : 2 février 2010

Voodoo est le premier album solo de la chanteuse canadienne Alexz Johnson. Il est sorti le 30 mars 2010 au Canada et s'y est vendu à 30 000 exemplaires en 9 mois ce qui lui a valu un disque d’argent[réf. nécessaire].
Côté mondial, c'est environ 140 000 copies vendues[réf. nécessaire].

## Liste des pistes
| No  | Titre                 | Durée |
| --- | --------------------- | ----- |
| 1.  | Voodoo                | 4:35  |
| 2.  | Gonna Get It          | 3:50  |
| 3.  | Look at Those Eyes    | 5:10  |
| 4.  | L.A. Made Me          | 4:14  |
| 5.  | A Little Bit          | 3:50  |
| 6.  | Mr. Jones             | 3:46  |
| 7.  | Superstition          | 4:14  |
| 8.  | Trip Around the World | 3:26  |
| 9.  | Hurricane Girl        | 4:18  |
| 10. | Taker                 | 4:00  |
| 11. | Boogie Love           | 3:42  |

## Singles
- Trip Around the World (2 février 2010)